# گیره‌ماهی شمالی
گیره‌ماهی شمالی (نام علمی: Gobiesox maeandricus) نام یک گونه از سرده گیره‌ماهی است.